# Christian d’Orgeix
Christian d’Orgeix (* 18. Dezember 1927 in Foix im Département Ariège; † 5. Mai 2019 in Nimes) war ein französischer Maler.
Er stammte aus einer alten südfranzösischen Adelsfamilie. Zunächst war er vom Spätkubisten Albert Gleizes beeinflusst. Ende der 1940er Jahre zog er jedoch nach Paris, wo er der Assistent des Surrealisten deutscher Herkunft Hans Bellmer wurde.
1955 wurde er zum ersten Mal ausgestellt, in der Galerie Springer in Berlin. Dort freundete er sich mit dem Maler Friedrich Schröder Sonnenstern an. Weitere künstlerische Bindungen an die deutsche Malerei entstanden durch seine Entdeckung Richard Oelzes sowie durch seine Freundschaft mit Wols und Konrad Klapheck, der ihn als seinen ersten wichtigen künstlerischen Anreger ansieht. Freundschaftlich stand er ebenfalls Sam Francis, Robert Matta und seinem zeitweiligen Zimmergenossen Simon Hantaï nah.
D’Orgeix’ Malerei wird generell dem Surrealismus zugerechnet, erweist sich bei näherem Hinsehen jedoch als realitätsverbundener. Die meist humorvollen Titel der Werke stellen immer realistische Bezüge zu einer erdverbundenen Thematik her: das Traumhafte als solches spielt bei d’Orgeix keine Rolle.
Auch durch seine plastischen Arbeiten ist d’Orgeix hervorgetreten, mit seinen „objets trouvés“ (gefundene Objekte): Weggeworfenes, oder ungewöhnlich geformte Steine, werden anhand des Lötkolbens oder durch einige Pinselstriche zu schematischen und doch realistischen Nachbildungen der Wirklichkeit (so wird die zerbrochene Gabel zur „Tänzerin“).
Im Jahr 1961 wurde er mit dem Preis der 2. Biennale in Paris ausgezeichnet.
Christian d’Orgeix war Teilnehmer der documenta II (1959) und der documenta III (1964) in Kassel.

## Bibliographie
- Ragnar von Holten et José Pierre, d'Orgeix, Paris, éditions Le Musée de Poche, 1975. (französisch)
- Galerie Michael Hasenclever (Munich), Fabrice Flahutez, Christian d'Orgeix, eine Retrospektive, 2003.
- Fabrice Flahutez, « Entretiens Christian d’Orgeix », Art Présence, n° 49, janvier 2004, p. 20–27. (französisch)
- Fabrice Flahutez, rétrospective Christian d'Orgeix, Musée de Cordes sur Ciel, Galerie Arnoux-Paris, 2006.(französisch)